# Flecha Valona Femenina 2021
La 24.ª edición de la Flecha Valona Femenina se celebró el 21 de abril de 2021 sobre un recorrido de 130,2  km con inicio y final en la ciudad de Huy en Bélgica rematando en el conocido Muro de Huy.
La carrera hizo parte del UCI WorldTour Femenino 2021 como competencia de categoría 1.WWT del calendario ciclístico de máximo nivel mundial siendo la séptima carrera de dicho circuito y fue ganada por la ciclista neerlandesa Anna van der Breggen del equipo SD Worx, logrando así su séptima victoria consecutiva en la prueba. El podio lo completaron la polaca Katarzyna Niewiadoma del equipo Canyon SRAM Racing y la italiana Elisa Longo Borghini del equipo Trek-Segafredo.

## Equipos
Tomaron parte en la carrera un total de 24 equipos invitados por la organización, 9 de los cuales fueron de categoría UCI WordTeam Femenino y 15 de categoría UCI Women's continental teams, quienes conformaron un pelotón de 140 ciclistas de las cuales terminaron 83. Los equipos participantes fueron:
| translation for headoftableIII_translate index 58 not found (9)- Alé BTC Ljubljana - Canyon-SRAM Racing - FDJ-Nouvelle Aquitaine-Futuroscope - Liv Racing - Movistar Team - Team BikeExchange - Team DSM - SD Worx - Trek-Segafredo UCI Women's continental teams (5)- Arkéa Pro Cycling Team - Ceratizit-WNT Pro Cycling - Cogeas-Mettler-Look Pro Cycling Team - Drops-Le col - Team Tibco-Silicon Valley Bank Unknown team category (10)- Andy Schleck-CP NVST-Immo Losch - A.R. Monex - BePink - Bingoal Casino-Chevalmeire - Doltcini-Van Eyck Sport-Proximus - Jumbo-Visma - Lotto Soudal Ladies - Parkhotel Valkenburg - Rally - Valcar-Travel & Service |
| |

## Clasificaciones finales
Las clasificaciones finalizaron de la siguiente forma:

### Clasificación general
| \| Clasificación general \| Clasificación general \| Clasificación general \| Clasificación general \| Clasificación general \| \| Ciclista \| Ciclista \| Equipo \| Tiempo \| \| \| --------------------- \| --------------------- \| ---------------------------------- \| --------------------- \| --------------------- \| \| 1.ª \| Anna van der Breggen \| SD Worx \| 3 h 28 min 27 s \| \| \| 2.ª \| Katarzyna Niewiadoma \| Canyon-SRAM Racing \| + 2 s \| \| \| 3.ª \| Elisa Longo Borghini \| Trek-Segafredo \| + 6 s \| \| \| 4.ª \| Annemiek van Vleuten \| Movistar Team \| + 6 s \| \| \| 5.ª \| Mavi García \| Alé BTC Ljubljana \| + 22 s \| \| \| 6.ª \| Juliette Labous \| Team DSM \| + 28 s \| \| \| 7.ª \| Ruth Winder \| Trek-Segafredo \| + 31 s \| \| \| 8.ª \| Cecilie Uttrup Ludwig \| FDJ-Nouvelle Aquitaine-Futuroscope \| + 32 s \| \| \| 9.ª \| Amanda Spratt \| Team BikeExchange \| + 35 s \| \| \| 10.ª \| Demi Vollering \| SD Worx \| + 42 s \| \| |                       |                                    |                 |
| |                       |                                    |                 |
| Fuentes: ProCyclingStats Cycling Quotient |                       |                                    |                 |
| Clasificación general |                       |                                    |                 |
| Ciclista | Ciclista              | Equipo                             | Tiempo          |
| 1.ª | Anna van der Breggen  | SD Worx                            | 3 h 28 min 27 s |
| 2.ª | Katarzyna Niewiadoma  | Canyon-SRAM Racing                 | + 2 s           |
| 3.ª | Elisa Longo Borghini  | Trek-Segafredo                     | + 6 s           |
| 4.ª | Annemiek van Vleuten  | Movistar Team                      | + 6 s           |
| 5.ª | Mavi García           | Alé BTC Ljubljana                  | + 22 s          |
| 6.ª | Juliette Labous       | Team DSM                           | + 28 s          |
| 7.ª | Ruth Winder           | Trek-Segafredo                     | + 31 s          |
| 8.ª | Cecilie Uttrup Ludwig | FDJ-Nouvelle Aquitaine-Futuroscope | + 32 s          |
| 9.ª | Amanda Spratt         | Team BikeExchange                  | + 35 s          |
| 10.ª | Demi Vollering        | SD Worx                            | + 42 s          |

## Ciclistas participantes y posiciones finales
Convenciones:
- AB: Abandonó
- FLT-N: Retiro por llegada fuera del límite de tiempo
- NTS-N: No tomó la salida
- DES-N: Descalificada o expulsada

## WorldTour Femenino
La Flecha Valona Femenina  otorgó puntos para el UCI World Ranking Femenino y el UCI WorldTour Femenino para corredoras de los equipos en las categorías UCI WorldTeam Femenino y Continental Femenino. Las siguientes tablas muestran el baremo de puntuación y las 10 corredoras que obtuvieron más puntos:
| Posición   | 1.ª | 2.ª | 3.ª | 4.ª | 5.ª | 6.ª | 7.ª | 8.ª | 9.ª | 10.ª | 11.ª | 12.ª | 13.ª | 14.ª | 15.ª | 16.ª-20.ª | 21.ª-30.ª | 31.ª-40.ª |
| Puntuación | 400 | 320 | 260 | 220 | 180 | 140 | 120 | 100 | 80  | 68   | 56   | 48   | 40   | 32   | 28   | 24        | 16        | 8         |

| Clasificación |                       |                                    |        |
| Posición      | Ciclista              | Equipo                             | Puntos |
| ------------- | --------------------- | ---------------------------------- | ------ |
| 1.ª           | Anna van der Breggen  | SD Worx                            | 400    |
| 2.ª           | Katarzyna Niewiadoma  | Canyon SRAM Racing                 | 320    |
| 3.ª           | Elisa Longo Borghini  | Trek-Segafredo                     | 260    |
| 4.ª           | Annemiek van Vleuten  | Movistar                           | 220    |
| 5.ª           | Mavi García           | Alé BTC Ljubljana                  | 180    |
| 6.ª           | Juliette Labous       | DSM                                | 140    |
| 7.ª           | Ruth Winder           | Trek-Segafredo                     | 120    |
| 8.ª           | Cecilie Uttrup Ludwig | FDJ Nouvelle Aquitaine Futuroscope | 100    |
| 9.ª           | Amanda Spratt         | BikeExchange                       | 80     |
| 10.ª          | Demi Vollering        | SD Worx                            | 68     |